# 立陶宛驻法国大使馆
立陶宛驻法国大使馆（法語：Ambassade de Lituanie en France）是立陶宛共和国驻法兰西共和国的最高外交代表机构。同时负责有外交关系、但没有派驻正式外交机构的摩纳哥、摩洛哥及突尼斯相关的领事服务。

## 历史
法国于1920年5月20日首次承认立陶宛共和国，立陶宛脱离苏联独立后，法国于1991年8月29日恢复对立陶宛的外交承认并与立陶宛建立外交关系，并于不久后在维尔纽斯开设大使馆，立陶宛亦于巴黎开设驻法国大使馆。除此之外，立陶宛还在马赛、瓦朗斯、格拉迪尼昂、斯特拉斯堡、特鲁瓦、昂热以及兼辖国家摩纳哥、摩洛哥及突尼斯设有名誉领事馆。